# Aníbal Cambas
Aníbal Cambas (Posadas, 18 de mayo de 1905 - 21 de octubre de 1982) fue un escribano público, historiador, músico y poeta argentino. Se casó con Matilde Isabel Antoni y tuvo dos hijas, Lucrecia y Graciela.

## Historia
Fundó la Junta de Estudios Históricos de Misiones y el Museo Regional que hoy lleva su mismo nombre y está emplazado en el Parque Paraguayo de la Ciudad de Posadas. 
En la reseña del Museo Regional Aníbal Cambas consta que "El Museo se inauguró el 20 de marzo de 1940, gracias a la obra de sus originarios y entusiastas sostenedores, como Aníbal Cambas, Julio César Sánchez Ratti, Casiano Carvallo, José Antonio Ramallo y otros. Depende de la Junta de Estudios Históricos de Misiones, entidad que nació en marzo de 1939 por iniciativa de inquietos intelectuales como los mencionados anteriormente.
La Junta está integrada por personas de bien que trabajan desinteresadamente y ofrecen sus conocimientos para lograr los altos fines propuestos por esta institución. Sus miembros son docentes, escritores, investigadores, que rescatan del olvido y defienden el Patrimonio Cultural de la zona.
El Museo tiene su acción de servicio dirigida a la educación formal, principalmente, en los distintos niveles. Ofrece además los servicios de Biblioteca, visitas guiadas, exhibición de videos, etc. Este Museo cuenta con el invalorable apoyo económico de la Asociación junta de estudios de historia Regional "Aníbal Cambas". Fuente: http://museocambas.blogspot.com.ar/
Para ver ubicación del Museo Regional Aníbal Cambas http://wikimapia.org/9387296/Museo-Regional-Anibal-Cambas-Junta-de-Estudios-Hist%C3%B3ricos-de-Misiones
Miembro de la Academia Nacional de Historia de la República Argentina y numerosas entidades e instituciones nacionales. Colaboró con el diario La Razón y otras revistas y publicaciones. Tuvo destacada actuación en clubes sociales y deportivos. Pintor, deportista pleno y cabal.
En 1939 junto con el director del diario El Territorio realizó el primer raid automovilístico, por la recién construida ruta 14 desde Posadas hasta Iguazú.

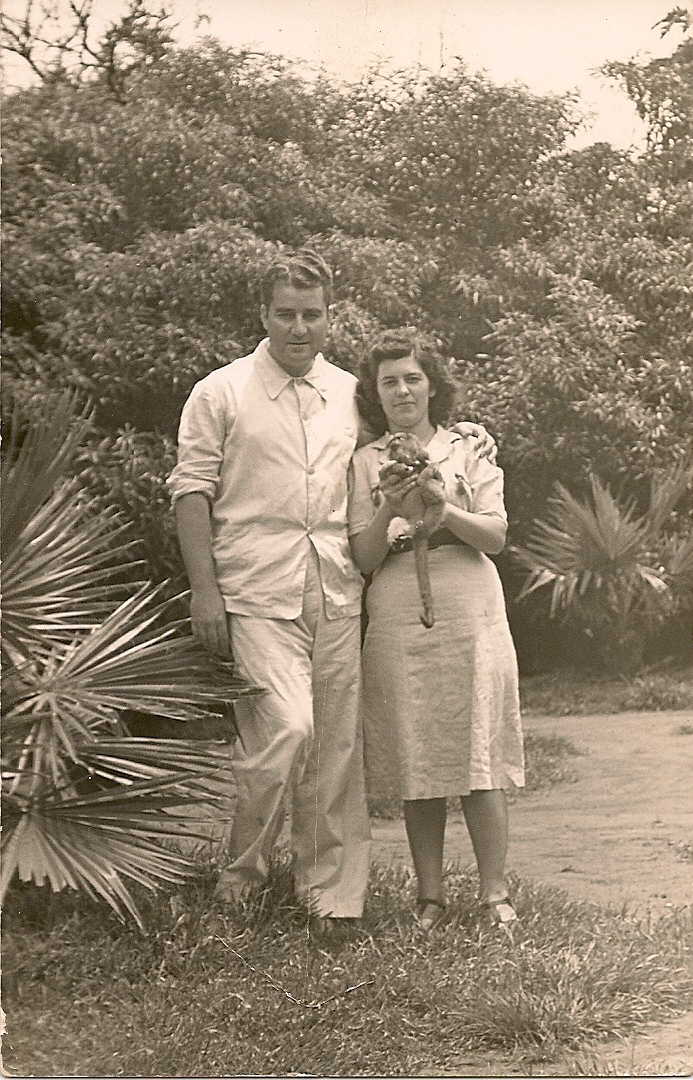
Añadir una leyenda aquí

El actual escudo de la Provincia de Misiones fue diseñado por él. También escribió la galopa "Sapucay", que compitió para ser el himno provincial, pero finalmente fue elegida la canción "Misionerita", escrita por Lucas Braulio Areco, gran historiador y amigo suyo.
Entre su vasta producción literaria e histórica, podemos citar a "Leyendas Misioneras", "Recuerdos de Nuestra Navegación Fluvial", "Los antiguos guaraníes del Alto Paraná", "La provincia de Misiones y la causa de mayo", "Tres poemas de la tierra roja", "El descubiertero Moraez Dutra", "Antecedentes agrícolas en Misiones" y la "Historia de la Provincia de Misiones y sus pueblos (1862-1930)", en ACADEMIA NACIONAL DE LA HISTORIA, publicado por la Academia Nacional de la Historia, dirigida por Ricardo Levene en 1967. Pero su obra fundamental es, sin vacilaciones "Historia Política e Institucional de Misiones. Los derechos de Misiones ante la historia y ante la ley". Esta obra obtuvo premio y publicación de la Comisión Nacional de Cultura correspondiente a la producción científica y literaria del año 1941, Grupo Etnología, Arqueología e Historia, región litoral.
Cambas es sin lugar a dudas, el más alto valor cultural posadeño.
Falleció en esta ciudad el 21 de octubre de 1982.
```
 Falleció en 1983
```